# دریای تراکیه

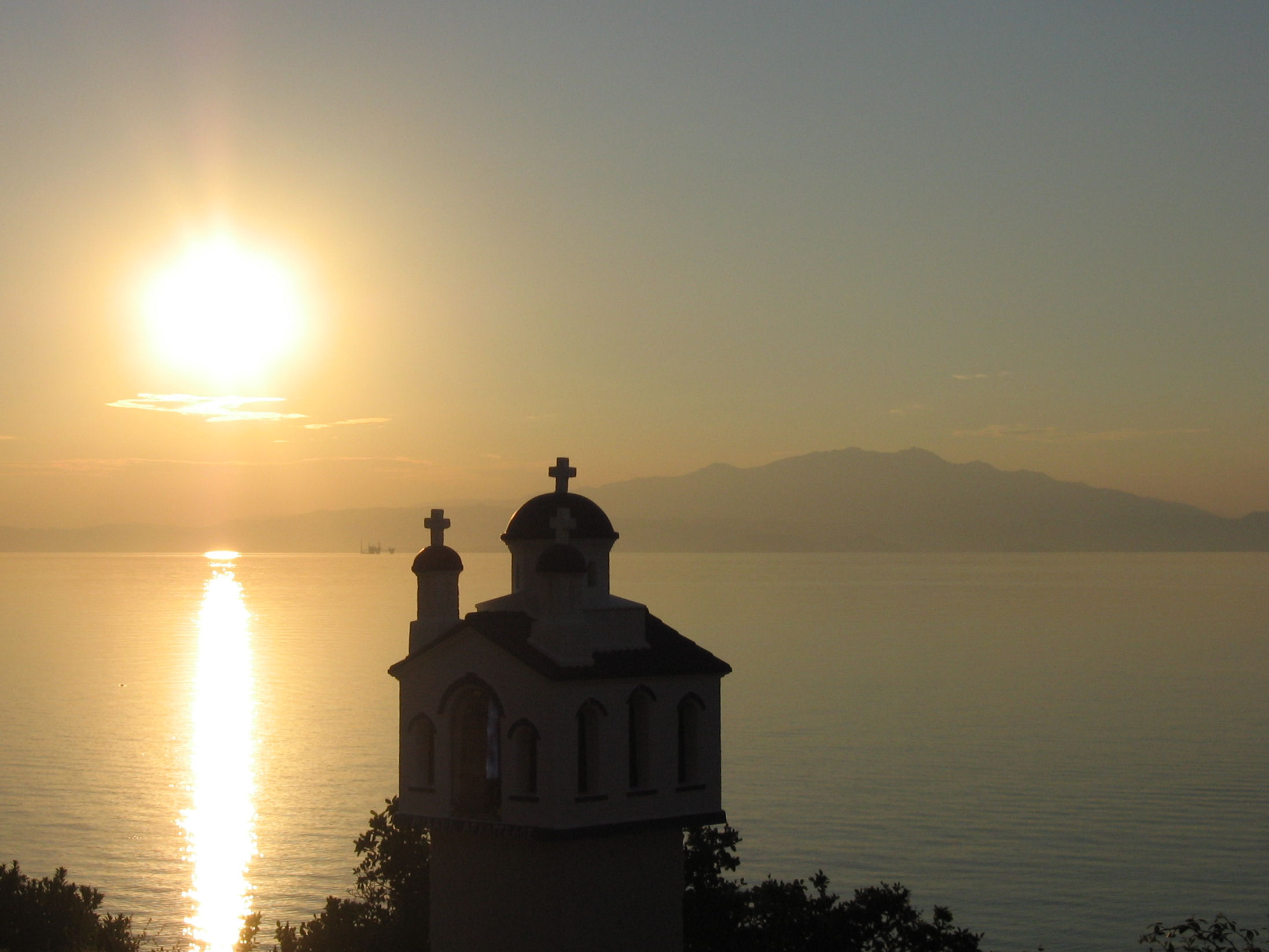
نمایی از دریای تراکیه بخشی از آب‌های دریای مدیترانه - ۲۰۰۵

دریای تراکیه بخشی از آب‌های دریای مدیترانه در شمالی‌ترین بخش از دریای اژه است که در شمال خود با یونان و در شمال‌شرقی با ترکیه (تراکیهٔ باستان) هم‌مرز است. سه جزیرهٔ بزرگ در این دریا واقع شده‌اند که دو جزیرهٔ تاسوس و ساموتراکی متعلق به یونان و جزیرهٔ ایمروز در شرق آن متعلق به ترکیه‌است. بنادر الکساندروپولیس و کاوالا از مهمترین بندرهای دریای تراکیه هستند و کشتی‌ها و قایق‌های باله‌دار منطقه‌ای از هرکدام آنها به جزایر مرکزی و شمالی یونان رفت‌وآمد می‌کنند.